# IBanesto
iBanesto fue un banco en línea fundado en 1999 que perteneció a Banesto. Jurídicamente, era una marca comercial de la división en línea de Banesto y no una entidad diferente a éste. Tras la fusión por absorción por parte de Banco Santander a Banesto en mayo de 2013, iBanesto pasó a formar parte del Grupo Santander.
Tras la integración de Banesto en Banco Santander, se creó la marca iSantander, que incorpora todos los productos y servicios de iBanesto. El 8 de diciembre de 2013, iBanesto desapareció y sus clientes pasaron a ser clientes de iSantander.
Con sede en Madrid, iBanesto fue uno de los primeros bancos que dio el salto a Internet en España.[cita requerida]

## Gama de productos
Disponían de cuentas de ahorro, depósitos, cuentas nómina con devolución de recibos, tarjetas gratuitas e hipotecas, entre otros.
Su estrategia comercial se caracterizó por seguir los movimientos de ING Direct; en especial con su Cuenta Azul, competidor directo del producto del banco rival: la Cuenta Naranja.[cita requerida]

## Equipo ciclista
La marca iBanesto patrocinó en el año 2001 al equipo ciclista Banesto, con el que Miguel Induráin había cosechado sus grandes triunfos años atrás. El acuerdo duró dos años más hasta la entrada de Illes Balears como nuevo patrocinador.